# On Your Mark (video musical)
Ghibli Experimental Theater On Your Mark (ジブリ実験劇場 On Your Mark Jiburi Jikkengekijō On Yua Māku?) es un video musical animado creado por Studio Ghibli para la canción "On Your Mark" del dúo de rock japonés Chage y Asuka. La canción fue lanzada en 1994 como parte del sencillo "Heart". En 1995, Hayao Miyazaki escribió y dirigió el cortometraje de la canción como un proyecto paralelo después de tener el bloqueo del escritor con la princesa Mononoke. El video musical de anime no lineal, brinda múltiples reiteraciones y escenas alternativas para representar los eventos. El video musical agregó efectos de sonido a la pista de audio, pero no contiene diálogo. Miyazaki malinterpretó deliberadamente la letra para presentar su visión de un mundo donde la superficie se vuelve inhóspita y los humanos viven en una ciudad subterránea. Hizo el video críptico para evocar interpretaciones creativas entre los espectadores. 
El video musical sigue a dos policías que asaltan un culto religioso y encuentran a un ser angelical solo para que la lleven y la confinen en un laboratorio. Atormentados por el destino del "ángel", los dos hombres formulan un plan y entran en el laboratorio. Huyendo en un camión blindado, los tres caen en picado al abismo después de intentar pasar por un avión de policía a lo largo de una estrecha carretera suspendida. Después de un montaje de las escenas anteriores, el camión blindado de repente se dispara hacia un complejo de apartamentos, lo que les permite escapar. Los tres escapan a la superficie, ignorando las señales de radiación y peligro, emergiendo cerca de un reactor nuclear encerrado. Los dos hombres liberaron al "ángel" y ella vuela hacia el cielo. 
El video musical fue bien recibido y alabado por su animación y atención al detalle. Se estrenó como un corto antes de Whisper of the Heart de Studio Ghibli y desde entonces se ha lanzado en Laserdisc y DVD como parte de All Things Ghibli Special Short Short. El 17 de julio de 2019, se lanzó en Blu-ray y DVD como parte del corto especial Ghibli ga Ippai Short Short 1992-2016. 

## Sinopsis
El video comienza con fotos de una aldea vacante, cubierta de malezas y el sarcófago de concreto de un reactor nuclear cubierto en el fondo. A medida que comienza la música, la escena cambia a una incursión policial nocturna de estilo militar de ciencia ficción en un culto. Transportes de tropas voladoras futuristas chocan a través de las ventanas de una torre coronada por gigantescos ojos de neón y ocupados por defensores armados. Los policías intercambian disparos y granadas con cultistas cuyas capuchas representan un ojo enorme. Cuando la policía victoriosa comienza a clasificar los cuerpos de los cultistas, dos policías encuentran lo que parece ser una niña, inconsciente, con grandes alas emplumadas en la espalda. 
La escena cambia de nuevo, ahora a la brillante luz del día y al cielo azul. Dos hombres conducen un viejo Alfa Romeo Giulietta Spider passo corto por una carretera vacía. Cuando uno de los hombres ayuda a la niña a levantarse, ella extiende sus alas y él le toma las manos mientras ella gana confianza. Con un empujón, ella está en el aire, pero parece vacilante y asustada cuando él la suelta. 
La escena cambia de nuevo al descubrimiento de la niña en la torre, y se revela que la identidad de los dos hombres es la misma de la secuencia anterior. Los dos hombres la llevan con cuidado y le ofrecen algo de beber. Un equipo de científicos con trajes de radiación llega y rápidamente se lleva a la niña. 
Los dos hombres son perseguidos por el destino que sufrirá la niña y formulan un plan para rescatarla. Entran en el laboratorio y la liberan del encierro, pero se activan las alarmas del laboratorio. Los tres escapan en un camión blindado y conducen a lo largo de una estrecha carretera suspendida sobre lo que parece ser una ciudad abovedada construida en un cráter. Los aerodeslizadores de la policía lo persiguen, y uno de ellos llega muy abajo a la carretera para bloquear el camión de los fugitivos. La carretera se derrumba cuando los protagonistas intentan abrirse paso, haciendo que el camión caiga en picado. La niña alada se niega a soltar las manos de sus rescatadores, y los tres caen al abismo. 
Sigue un breve montaje de tomas anteriores: el descubrimiento de la niña, la niña volando por un cielo azul, los dos hombres rescatando a la niña del laboratorio y robando el camión, el camión se desplomó en medio de los restos de la carretera. Pero esta vez, inexplicablemente, el camión dispara propulsores estabilizadores y realiza un breve vuelo al costado de un edificio de apartamentos. Después de su fuga, los tres son vistos en un viejo Alfa Romeo Giulietta Spider passo corto corriendo a través de un túnel oscuro debajo de señales que llevan símbolos de radiación y leen (en kanji) "Cuidado con la luz solar" y "Supervivencia no garantizada", y finalmente emergen a la luz del día. Pasan por las torres de enfriamiento nuclear y una señal que dice "Peligro extremo" y continúan por el camino. 
Uno de los hombres ayuda a la niña a levantarse, ella extiende sus alas y les da una sonrisa de agradecimiento; él besa su mano y el otro le hace un guiño de despedida. Pronto, ella se ha ido a la deriva hacia el cielo. Brevemente, se ve un importante paisaje urbano más allá de los árboles. Desde una vista de pájaro, vemos la forma del automóvil que se desvía de la carretera y se detiene lentamente en la hierba. 

## Producción
La producción del video musical comenzó porque Miyazaki sufría el bloqueo del escritor sobre la Princesa Mononoke y necesitaba otro proyecto para distraerlo. Miyazaki escribió y dirigió el video musical de "On Your Mark", aunque la canción fue lanzada anteriormente en 1994 como parte del sencillo "Heart". A pesar de la popularidad del trabajo, Toshio Suzuki le dijo a Helen McCarthy, la autora británica de numerosos libros de referencia de anime, que Studio Ghibli no le había dado un enfoque "100 por ciento" al video musical. 
En la producción del video musical, Miyazaki experimentó con el uso de animación por computadora para complementar la animación celular tradicional dibujada a mano. En ese momento, Studio Ghibli no tenía su propio departamento de informática y el trabajo se subcontrató a CG Production Company Links, bajo la supervisión de Hideki Nakano. Las técnicas aprendidas en la experimentación de On Your Mark se adoptaron más tarde para la creación de la princesa Mononoke. El director de animación fue Masashi Andō. Michiyo Yasuda, colaborador de Miyazaki durante mucho tiempo, estuvo a cargo de la selección de colores. Los fondos fueron creados por Kazuo Oga. Yōji Takeshige hizo su debut como Director de Arte. No hay diálogo en el video musical y los dos policías están modelados libremente según Chage y Asuka.

## Análisis
El estilo deliberadamente no lineal, enigmático y críptico del video musical tenía la intención de estimular la imaginación de sus espectadores y sus interpretaciones del video musical ". Miyazaki ofreció una interpretación del ángel como "Esperanza" y para proteger la esperanza podría significar, paradójicamente, "dejarla ir donde nadie pueda tocarla". Dani Cavallaro, autor de libros relacionados con el anime, reflexionó sobre esto al proponer que la esperanza conserva su pureza y autenticidad cuando es efímera, evanescente y evasiva. La esperanza puede causar esfuerzo y posiblemente dolor, pero negar la esperanza es negar la viabilidad y la visión que proporciona. Miyazaki dijo que en el escenario del video musical, los humanos viven en una ciudad subterránea después de que la superficie de la Tierra ha sido contaminada con radiación, creando un santuario para la naturaleza. Sin embargo, Miyazaki no encontró esto creíble, ya que la humanidad sufriría en la superficie. Miyazaki malinterpretó intencionalmente la letra para reflexionar sobre la visión de un mundo lleno de enfermedades y radiación y las reacciones de las personas a ese mundo. Crípticamente, dio a entender que los dos policías podrían no ser capaces de regresar a su antigua vida, pero no ofreció ninguna razón por la cual.
Cavallaro señaló que la letra de la canción incluye "ryuukou no kaze", que se traduce como "gripe" y también es un modismo para "la gripe de la moda". El autor además lo interpretó como "Siempre siento la necesidad de comenzar de nuevo" sugiriendo que esto podría ser la "sombría aceptación de los códigos ideológicos y económicos que moldean nuestras vidas de acuerdo con el imperativo de la obsolescencia planificada, o como un abrazo esperanzador de las perspectivas genuinas de renovación y cambio ". Cavallaro sugirió que a pesar de la apariencia femenina del "ángel", podría ser de un "orden sobrenatural", haciendo irrelevantes las distinciones de género o sexo. Miyazaki se refirió a la criatura angelical como "tori no hito" o "la persona de un pájaro", que es el apodo de Nausicaä de su manga y película Nausicaä del Valle del Viento. Cavallaro notó otra correspondencia visual a Only Yesterday con el ambiente urbano opresivo y la libertad de espacios abiertos. 
Durante su serie de conferencias de abril de 1999 sobre manga, anime y los trabajos de Miyazaki en la Universidad de Dallas, Pamela Gossin, profesora de artes y humanidades, y el instructor invitado Marc Hairston, científico investigador en el Centro de Ciencias Espaciales William B. Hanson On Your Mark en su conferencia, "In the Coda On Your Mark and Nausicaa", y trazó paralelos a la historia de Nausicaä, su personaje titular y su conclusión. Gossin y Hairston interpretaron el lanzamiento de la niña alada al final del video como Miyazaki liberando a su personaje de una manera que recuerda la liberación simbólica de William Shakespeare de sus personajes, a través del lanzamiento de Próspero de su sirviente Ariel en su obra La Tempestad El volumen final del manga Nausicaä se lanzó en enero de 1995. Miyazaki comenzó a crear On Your Mark ese mismo mes.
McCarthy destacó las similitudes con las diferentes obras y la vida real encontradas a lo largo de la película, y señaló que la secuencia de apertura de la ciudad podría ser un homenaje a Akira o Blade Runner y el ataque al culto religioso podría ser un reflejo del movimiento Aum Shinrikyo. Nausicaa.net declaró que la producción ocurrió antes de la redada policial luego del ataque con gas Sarin en el metro de Tokio en marzo de 1995. McCarthy también señaló que el equipo de descontaminación de los científicos de la película se parece al héroe de Porco Rosso y que la escena del rescate recuerda a la princesa Leia en Star Wars. La estructura encerrada o "caja" en la película es un homenaje a la planta de energía nuclear de Chernobyl que fue enterrada en concreto después del desastre de Chernobyl.
El erudito de Miyazaki observó que los entornos urbanos tienen un estilo de China Town y se asemejan a los paisajes urbanos de la adaptación cinematográfica animada Ghost in the Shell de Mamoru Oshii, en producción en ese momento. Si bien Miyazaki no se ha comprometido con la naturaleza de su entidad alada en On your Mark, Kanō notó que el manga, un esfuerzo de colaboración inacabado de Oshii y Satoshi Kon, con su tema de la enfermedad del ángel, todavía se serializó en Animage en el momento en que Miyazaki estaba creando On Your Mark en 1995.

## Recepción
El video musical fue bien recibido. El Dr. Patrick Collins, un escritor científico, lo llamó "el cortometraje de ciencia ficción más perfecto que he visto". McCarter, de la revista EX, elogió la atención de la película al detalle que dio vida al mundo. ELLOS animaron el video musical y llegaron a justificar la compra de Ghibli ga Ippai Special Short Short para este video musical.

## Lanzamientos
El video musical fue lanzado teatralmente con Whisper of the Heart el 15 de julio de 1995. Chage y Asuka también usaron la película en conciertos. La primera proyección oficial tuvo lugar en el concierto de su club de admiradores, celebrado en el Makuhari Messe en Chiba, el 29 de junio de 1995. A partir del 5 de julio de 1995, se mostró el video para la interpretación de la canción durante la gira Super Best 3 Mission Impossible. Con la misma melodía pero letras diferentes a On Your Mark, Castles in the Air se incluyó en el álbum en inglés One Voice: The Songs of Chage & Aska. Debido a la demanda popular, On Your Mark se volvió a lanzar por separado en Japón en VHS y Laserdisc, el 25 de julio de 1997. El 15 de noviembre de 2005, la película se estrenó en el DVD All Things Ghibli con el video para reproducir las canciones originales "On Your Mark" y "Castles in the Air". Después de que Asuka (Shigeaki Miyazaki) del dúo musical Chage y Asuka fue arrestado por posesión de drogas, Walt Disney Studios Japan retiró On Your Mark del próximo DVD/Blu-ray box set que contiene las obras de Hayao Miyazaki y cesó los envíos de All Things Ghibli Special Short  El 27 de octubre de 2014, Toshio Suzuki de Studio Ghibli anunció en la página web de la compañía que habían reconsiderado la situación y enviarían discos Blu-ray a los compradores del conjunto de cajas Hayao Miyazaki, siempre que pudieran proporcionar pruebas de compra. El 10 de abril de 2019, Walt Disney Japan anunció el lanzamiento en Blu-ray y DVD de Ghibli ga Ippai Special Short Short 1992-2016. Esta es una edición ampliada de All Things Ghibli Special Short Short, con títulos lanzados después de 2005. On Your Mark está en el disco, y fue lanzado el 17 de julio de 2019.